# Rudy Traylor
Rudolph „Rudy“ A. Traylor (* 28. August 1918 in Providence, Rhode Island; † 22. Mai 1992 in Brooklyn, New York City) war ein US-amerikanischer Rhythm-&-Blues- und Jazzmusiker, (Schlagzeug), der sich in späteren Jahren als Musikproduzent, Aufnahmeleiter und Arrangeur betätigte.

## Leben und Wirken
Traylor begann seine Karriere als professioneller Musiker in seiner Heimatstadt Philadelphia, wo er bereits als Jugendlicher unter dem Patronat von George Baquet den Status eines Hausmusikers in einem Nachtclub hatte. Nach seinem Umzug nach New York war er ab 1941 (als Nachfolger von Alvin Burroughs) Schlagzeuger im Earl Hines Orchestra, mit dem im April 1941 Aufnahmen in New York entstanden („Up Jumped the Devil“). Nachdem er vorübergehend von Chick Booth abgelöst worden war, als er seinen Militärdienst im Zweiten Weltkrieg ableisten musste, kam er 1947 erneut zu Earl Hines und gehörte dessen Quintett an („Sweet Honey Babe“). Im Juni 1951 spielte Traylor unter eigenem Namen mehrere R&B-Nummern wie Slick-Chick für Victor Records ein; zu seinen Musikern gehörten Rudy Powell (alias Musheed Karweem), Fred Williams, Bill Doggett, Skeeter Best, Walter Page und Herbie Lovelle. In den folgenden Jahren arbeitete er vorwiegend am Broadway als Theatermusiker sowie als Sessionmusiker u. a. für die Studioorchester von Ray Brown und Sy Oliver; dabei wirkte er an Plattensessions von Ella Fitzgerald, Arthur Prysock und Jeri Southern mit. Außerdem spielte er in dieser Zeit auch mit Lem Johnson, Buck Clayton und Noro Morales.
Ab 1957 arbeitete Traylor als Aufnahmeleiter, Arrangeur und Produzent bei Roulette Records und war an der Produktion der Aufnahmen u. a. des Count Basie Orchestra, von Art Blakey, Maynard Ferguson, Tyree Glenn, Johnny Hartman (I Thought About You, 1958), Bud Powell (Bud Plays Bird) und Bill Russo beteiligt. Ferner leitete er das Studioorchester bei Pop-Produktionen des Labels u. a. für The Teenagers („My Broken Heart“, 1958), die Cleftones („Mish Mash Baby“, 1959) und Frankie Lymon („Little Bitty Pretty One“, 1960). Tom Lord listet zwischen 1941 und 1959 Traylors Beteiligung an 17 Aufnahmesessions. 1965 war er noch für die Filmmusik (als Music Editor) von The Love Statue (Regie David E. Durston) verantwortlich. Er wurde auf dem Calverton National Cemetery begraben.